# De koning drinkt (Jordaens, Kassel)
De koning drinkt of Het bonenfeest is een schilderij van de Vlaamse barokschilder Jacob Jordaens in de collectie van het Gemäldegalerie Alte Meister te Kassel. De opbouw van het doek is complex met verschillende deeldoeken met overschilderingen. Het is een rond 1635 begonnen compositie van een musicerend gezelschap die over een tweetal decennia is uitgebreid en aangepast tot een driekoningenfeest.

## Opbouw
Het schilderij kwam vermoedelijk tot stand in vier fasen en bestaat uit tien stukken doek. De kern is de rond 1635 geschilderde groep van de fluitspeler centraal tot de oude vrouw rechts (ca. 115 x 155 cm). Vervolgens werd links een verticale strook aangezet, afgesloten door de zingende jongeling. In een derde fase werden stukken boven, links en onderaan toegevoegd, waarbij de halffiguur van de zanger benen kreeg. Deze ingreep wordt in 1637/38 gesitueerd op basis van de leeftijd van de jonge vrouw centraal, die Jordaens' twintigjarige dochter is. Waarschijnlijk voerde hij in deze fase overschilderingen uit om het geheel om te vormen tot een driekoningenfeest. De uiteindelijke vorm werd vermoedelijk bereikt in de jaren 1650 door het aanzetten van de strook links met twee liefkozende koppels.